# Sprengladung

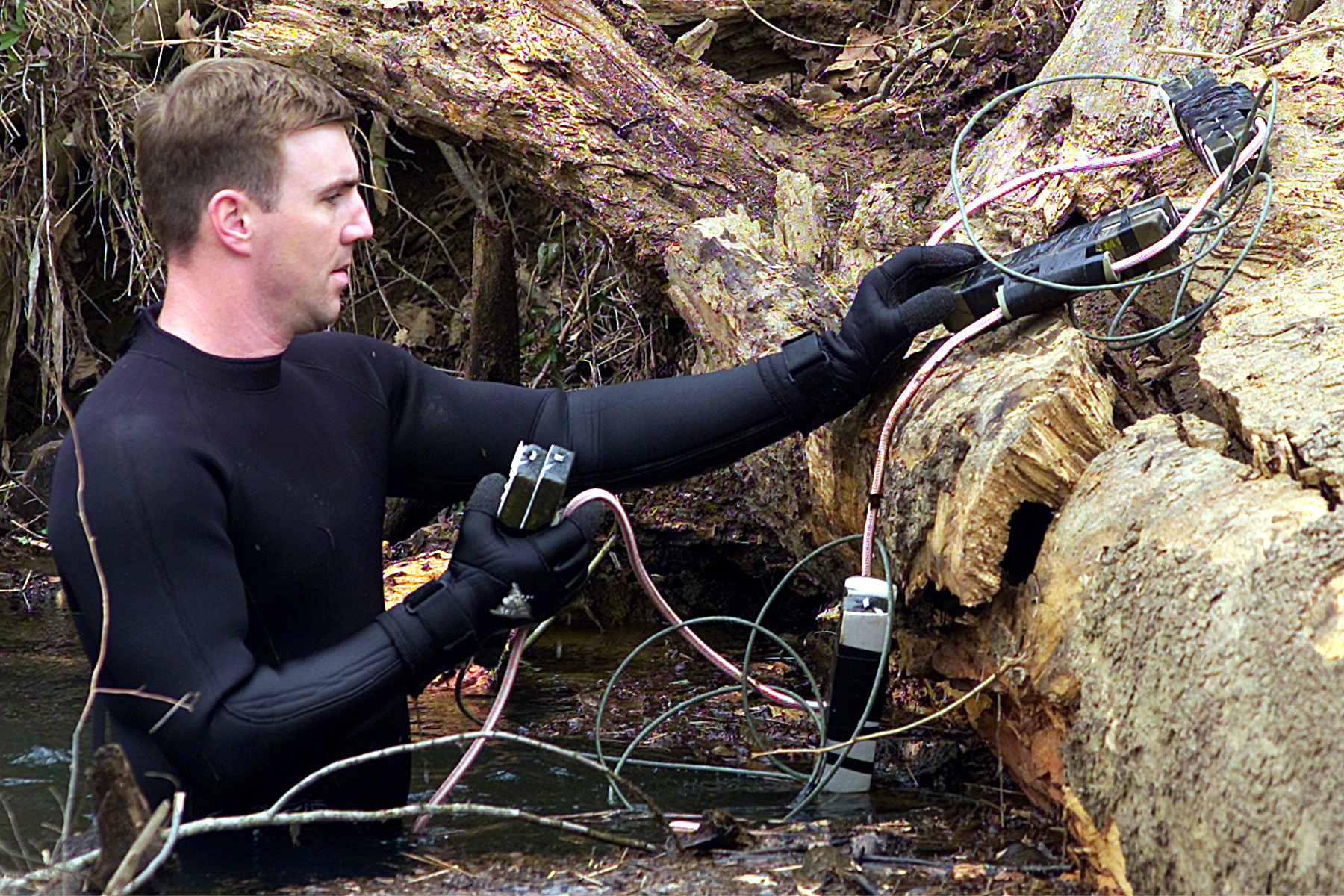
Anbringen einer Sprengladung an einen umgestürzten Baumstamm

Die Sprengladung ist die zum Zerstören fester Objekte mit diesen in unmittelbare Verbindung gebrachte Sprengstoffmasse, unabhängig ob diese Ladung lose aufgelegt, aufgelegt und abgedeckt oder in einem Bohrloch eingebracht ist.
Es handelt sich entweder um militärische Sprengstoffe oder um zivile Sprengstoffe (z. B. Gelatinöse Sprengstoffe, pulverförmige Sprengstoffe oder Emulsionssprengstoffe), die meist aus den folgenden Stoffen oder deren Gemischen bestehen:
- TNT (Trinitrotoluol)
- PETN (Nitropenta)
- RDX (Hexogen)
- Sprengöl
- Ammoniumnitrat

Sprengstoffe sind Explosivstoffe, die mit hoher Detonationsgeschwindigkeit (3.500 bis 9.000 m/s) explodieren. Durch diese schnelle Energieabgabe und die nachfolgende Entwicklung von Sprengschwaden unter hohem Druck wirken sie auf ihre Umgebung zerstörend.

## Anwendung
Sprengstoffe werden häufig dazu benutzt, Hindernisse zu zerstören, um den dahinter bzw. daneben befindlichen Raum zu gewinnen. Sie werden daher zum Beispiel im Bergbau oder auch zum Aufsprengen von Türen oder Mauern durch Polizei oder Militär verwendet. In Splitterhandgranaten beispielsweise dienen sie aber dem möglichst großräumigen Zerstreuen von Metallsplittern (die sich vorher in einem geschlossenen Mantel um die Sprengladung befanden), die wiederum durch ihre hohe Geschwindigkeit und dem damit verbundenen Impuls den menschlichen Körper durchschlagen und die betroffene Person verletzen oder töten sollen.
Anwendungsgebiete sind auch im technischen Bereich zu finden:
So können Sprengladungen, wie beim Sprengschweißen auch zum Verbinden zweier unterschiedlicher Metallplatten verwandt werden (ähnlich Bimetall).
Beim Explosivumformen wird die Druckwelle einer Sprengung genutzt, ein Werkstück in eine Form zu pressen.